# Golgo 13
Golgo 13 (jap. ゴルゴ13 Gorugo Sātīn) – manga ze scenariuszem i rysunkami autorstwa Takao Saito. Cykl jest publikowany nieprzerwanie od stycznia 1969 roku w magazynie Big Comic, co daje mu pozycję najstarszej wciąż kontynuowanej serii komiksowej w japońskiej prasie. Manga wydawana jest również samodzielnie – do dnia 1 kwietnia 2013 ukazało się 167 tomików.
Pod względem demografii Golgo 13 zaliczane jest do podgatunku seinen-manga, czyli mangi przeznaczonej dla dorosłych mężczyzn. W klasyfikacji tematycznej jest cyklem sensacyjnym lub kryminalnym.

## Fabuła
Głównym bohaterem cyklu jest Duke Togo, znany też jako Golgo 13, uznawany za najskuteczniejszego płatnego zabójcę na świecie. Nikt nie wie dokładnie, jak się naprawdę nazywa ani co robił, zanim zaczął trudnić się obecnym fachem. Ma azjatyckie rysy twarzy i z reguły podaje się za Amerykanina japońskiego pochodzenia. Jest niedoścignionym snajperem, strzela z nieprawdopodobną dokładnością i szybkością, potrafi też stosować zaawansowaną matematykę, fizykę i inżynierię, aby optymalnie przygotować broń do konkretnego zlecenia. Jest atletycznie zbudowanym mężczyzną około czterdziestki, pomimo upływu lat nie widać po nim żadnych oznak starzenia się.
Na co dzień Golgo pracuje przede wszystkim dla organizacji przestępczych, biznesu i bardzo zamożnych osób prywatnych, biorąc udział w różnego rodzaju porachunkach. Bywa jednak zatrudniany również przez rządy państw, dla których wykonuje szczególnie trudne i wymagające pełnej dyskrecji misje. Dzięki temu cieszy się nieformalnym immunitetem wobec wymiaru sprawiedliwości, bowiem wiele państw, na czele ze Stanami Zjednoczonymi, uważa go za postać bardzo istotną dla ich własnego bezpieczeństwa narodowego. 
Standardowa stawka bohatera wynosi trzy miliony dolarów amerykańskich za jedno zlecenie. Niekiedy pracuje jednak za znacznie mniejsze pieniądze, szczególnie gdy dostrzega w danej misji element osobistego wyzwania. Nie ma stałego miejsca zamieszkania, jest cały czas w drodze. Dzięki swoim zarobkom może jednak prowadzić tryb życia upodabniający go do bogatego biznesmena (za którego zresztą często się podaje) - mieszka w najdroższych hotelach, niemal zawsze chodzi w znakomicie skrojonych garniturach, jeździ sportowymi samochodami i korzysta z usług luksusowych prostytutek. Golgo nigdy się nie uśmiecha, za to bezwzględnie przestrzega własnego zbioru zasad. Najważniejszą z nich jest wykonanie przyjętego zlecenia niezależnie od okoliczności - powierzonej misji nie unieważnia nawet śmierć zleceniodawcy. W swojej pracy jest zimny i bezwzględny - nigdy nie pozostawia przy życiu świadków swoich zbrodni ani innych osób, które wiedzą o nim zbyt wiele. Nie waha się również zabić własnego klienta, jeśli ten zbyt szeroko rozgłasza ich współpracę.

## Adaptacje
Cykl był wielokrotnie ekranizowany pod różnymi postaciami. W 1973 zrealizowano pierwszy film aktorski, zatytułowany po prostu Golgo 13, w którym bohatera zagrał Ken Takakura, zaś reżyserował Junya Sato. W 1977 zrealizowano sequel Golgo 13: Misja Kowloon, w którym w roli tytułowej wystąpił Sonny Chiba, a reżyserem był Yukio Noda. W 1983 na ekrany wszedł film anime Golgo 13: Profesjonalista, w którym głosu użyczył bohaterowi Tetsurō Sagawa. W 1998 nakręcono kolejny film anime, Golgo 13: Królowa Pszczół. Rolę tytułową zagrał Tesshō Genda. 
W latach 2008–2009 na antenie TV Tokyo emitowany był serial anime, prezentujący 50 różnych misji bohatera, każdą w osobnym odcinku. Za produkcję odpowiadała firma The Answer Studio, a głównego bohatera grał swoim głosem Hiroshi Tachi. Oprócz tego Golgo 13 był bohaterem sześciu gier wideo. Pierwsza z nich ukazała się jeszcze na urządzenie SG-1000, pierwszą konsolę firmy Sega. Późniejsze gry przeznaczone były głównie na konsole firmy Nintendo.